# Ludmiła Gołomazowa
Ludmiła Nikołajewna Gołomazowa z domu Gaponowa (ros. Людмила Николаевна Голомазова (Гапонова), ur. 13 listopada 1947 w Ałma-Acie) – radziecka lekkoatletka, sprinterka.
Zdobyła srebrny medal w sztafecie 4 × 100 metrów (w składzie: Natalja Burda, Gaponowa, Galina Bucharina i Natalja Runowa) oraz zajęła 4. miejsce w biegu na 100 metrów na europejskich igrzyskach juniorów w 1964 w Warszawie.
Wystąpiła na igrzyskach olimpijskich w 1968 w Meksyku, gdzie odpadła w półfinale biegu na 100 metrów i eliminacjach biegu na 200 metrów.
Zdobyła srebrny medal w sztafecie 4 × 1 okrążenie na europejskich igrzyskach halowych w 1969 w Belgradzie (sztafeta radziecka biegła w składzie: Bucharina, Wira Popkowa, Gołomazowa i Ludmiła Samotiosowa). Na mistrzostwach Europy w 1969 w Atenach Gołomazowa zajęła 6. miejsce w sztafecie 4 × 100 metrów i odpadła w eliminacjach biegu na 200 metrów.
Zdobyła brązowy medal w sztafecie szwedzkiej 1+2+3+4 okrążenia (w składzie: Gołomazowa, Olga Klein, Nadieżda Kolesnikowa i Swietłana Moszczenok) na halowych mistrzostwach Europy w 1970 w Wiedniu. Zwyciężyła w sztafecie 4 × 100 metrów (w składzie: Ludmiła Żarkowa, Marina Nikoforowa, Gołomazowa i Tatjana Kondraszowa) na letniej uniwersjadzie w 1970 w Turynie. Zajęła w tej konkurencji 4. miejsce w finale Pucharu Europy w 1970 w Sztokholmie.
Była mistrzynią ZSRR w sztafecie 4 × 100 metrów w 1964.
Rekordy życiowe Gołomazowej:
- bieg na 100 metrów – 11,2 s (15 sierpnia 1968, Leninakan)
- bieg na 200 metrów – 23,5 s (18 sierpnia 1968, Leninakan)